# Baltika Cup 2001
Baltika Cup 2001 byl turnaj ze série Euro Hockey Tour. Hokejový turnaj byl odehrán od 18.12.2001 - do 22.12.2001 v Moskvě. V utkání Česko - Švédsko zapomněl rozhodčí po prodloužení na samostatné nájezdy, proto o vítězství České republiky rozhodl los (hod mincí).

## Výsledky a tabulka
|    |         | CZE    | RUS    | SWE     | FIN    | V | VP | PP | P | Skóre | B |
| 1. | Česko   | Česko  | 4:0    | 4:3los  | 4:2    | 2 | 1  | 0  | 0 | 12:5  | 8 |
| 2. | Rusko   | 0:4    | Rusko  | 3:1     | 3:2 SN | 1 | 1  | 0  | 1 | 6:7   | 5 |
| 3. | Švédsko | 3:4los | 1:3    | Švédsko | 4:3 SN | 0 | 1  | 1  | 1 | 8:10  | 3 |
| 4. | Finsko  | 2:4    | 2:3 SN | 3:4 SN  | Finsko | 0 | 0  | 2  | 1 | 7:11  | 2 |

 Česko -  Švédsko 4:3 losem (0:1, 2:1, 1:1 - 0:0) Zpráva
18. prosince 2001 - Moskva
- Branky  Česko: 30:20 Petr Leška, 37:10 Pavel Rosa, 50:09 Zdeněk Sedlák
- Branky  Švédsko: 1:55 Björn Melin, 21:34 Greger Artursson, 57:31 Mathias Johansson
- Rozhodčí: Semjonov - Birjukov, Krapivin (RUS)
- Vyloučení: 3:3 (0:0)
- Diváků: 1 500

Česko: Jiří Trvaj - Marek Posmyk, Petr Mudroch, David Nosek, Miloslav Gureň, Marek Židlický, Angel Nikolov, Jiří Marušák, Martin Čech -
Vladimír Vůjtek, Pavel Patera, Martin Procházka - Viktor Ujčík, Petr Čajánek, Martin Štrba - Pavel Rosa, Tomáš Kucharčík, Zdeněk Sedlák - Jaroslav Balaštík, Petr Leška, Libor Pivko.
Švédsko: Hadelöv - T. Johansson, Rhodin, R. Sundin, Magnus Johansson, Alavaara, Artursson, Lundström, Bemström - Andersson, Mathias Johansson, Nordström - Zetterberg, Johnson, Mattias Weinhandl - Björn Melin, Johan Davidsson, Söderström - Ekman, Eriksson, Hakanson.

 Rusko -  Finsko 3:2  SN  (1:1, 1:1, 0:0 - 0:0) Zpráva
18. prosince 2001 - Moskva
- Branky  Rusko: 2:58 Alexei Vasiljev, 31:53 Alexander Savčenkov, rsn. Valeri Karpov
- Branky  Finsko: 18:48 Kimmo Koskenkorva, 21:15 Tuukka Mäntylä
- Rozhodčí: Rejthar (CZE) - Makarov, Šeljanin (RUS)
- Vyloučení: 3:4 (2:0) navíc Zatonskij (RUS) na 10 min.
- Diváků: 7 000

Rusko: Podomackij - Bykov, Ždan, Žukov, Vasiljev, Judin, Gorochov, Vyšedkevič, Orechovskij - Maxim Sušinskij, Prokopjev, Zatonskij - Antipov, Koznev, But - Karpov, Torgajev, Kuznecov - Savčenkov, Razin, Golc.
Finsko: Norrena - Saarinen, Alanko, Valivaara, Mäntylä, Niskala, Vallin, Tukio, Kakko - Turunen, Kauppila, Salmelainen - Pesonen, A. Miettinen, Hassinen - Pirnes, Sihvonen, Miika Elomo - Koskenkorva, Pirjetä, Immonen.

 Finsko -  Česko 2:4 (0:0, 1:2, 1:2) Zpráva
20. prosince 2001 - Moskva
- Branky  Finsko: 26:30 Arto Tukio, 59:17 Jussi Pesonen
- Branky  Česko: 21:45 Petr Čajánek, 32.08 Miloslav Gureň, 50:27 Petr Mudroch, 58:51 Viktor Ujčík
- Rozhodčí: Karabanov - Gordenko, Zajcev (RUS)
- Vyloučení: 7:12 (2:1)
- Diváků: 2 500

Finsko: Norrena - Mäntylä, Välivaara, Vallin, Niskala, Kakko, Tukio, Alanko, Saarinen, - Hassinen, Miettinen, Pesonen, Elomo, Viinanen, Pirnes, Maatanen, Pirjetä, Koskenkorva, Salmelainen, Kauppila, Turunen.
Česko: Adam Svoboda - Posmyk, Mudroch, Nosek, Gureň, Židlický, Nikolov, Marušák, Čech - Vůjtek, Patera, Procházka, Ujčík, Čajánek, Štrba, Rosa, Kucharčík, Branda, Balaštík, Leška, Pivko.

 Švédsko -  Rusko 1:3 (1:0, 0:1, 0:2) Zpráva
20. prosince 2001 - Moskva
- Branky  Švédsko: 7:41 Johan Davidsson
- Branky  Rusko: 34:33 Pavel Torgajev, 49:15 Ilja Gorochov, 60. Andrej Razin.
- Rozhodčí: Rejthar (CZE) - Birjukov, Krapivin (RUS)
- Vyloučení: 6:1 (0:1) navíc Rhodin (SWE) na 10 min.
- Diváků: 7 700

Švédsko: Wanhainen - T. Johansson, Rhodin, R. Sundin, Magnus Johansson, Alavaara, Artursson, Lundström, Bemström - Mathias Johansson, Nordström, Andersson - Johnson, Weinhandl, Zetterberg - Davidsson, Melin, Söderström - Eriksson, Hakanson, Ekman.
Rusko: Podomackij - Bykov, Ždan, Judin, Gorochov, Vyšedkevič, Orechovskij, Žukov, Vasiljev - Sušinskij, Zinovjev, Zatonskij - Karpov, Torgajev, Kuznecov - Savčenkov, Razin, Golc - Antipov, Koznev, But.

 Finsko -  Švédsko 3:4  SN  (0:2, 2:1, 1:0 - 0:0) Zpráva
21. prosince 2001 - Moskva
- Branky  Finsko: 27:34 Tommi Turunen, 28:54 Mika Viinanen, 47:30 Janne Niskala
- Branky  Švédsko: 3:27 Peter Nordstrom, 19:09 Jonas Johnsson, 23:58 Jonas Johnson, rsn. Mattias Weinhandl
- Rozhodčí: Karabanov - Gordenko, Zajcev (RUS)
- Vyloučení: 4:5 (0:1)
- Diváků: 2 050

Finsko: Antero Niittymäki - Mäntylä, Välivaara, Alanko, Saarinen, Kakko, Tukio, Vallin, Niskala, - Hassinen, Miettinen, Pesonen, Salmelainen, Pirnes, Turunen, Kauppila, Pirjetä, Koskenkorva, Elomo, Viinanen, Maattanen.
Švédsko: Wanhainen - Rhodin, Johansson Thomas, Johansson Magnus, Sundin, Artursson, Alavaara, Benrnstrom, Lundstrom - Johansson Mathias, Nordstrom, Soderstrom, Johnson, Weinhandl, Zettenberg, Davidsson, Ekman Andersson, Eriksson, Melin, Hakansson.

 Česko -  Rusko 4:0 (3:0, 1:0, 0:0) Zpráva
22. prosince 2001 - Moskva
- Branky  Česko: 6:21 Jaroslav Balaštík, 7:45 Tomáš Kucharčík, 12:34 Jaroslav Balaštík, 36:21 Pavel Rosa
- Branky  Rusko: nikdo
- Rozhodčí: Ryhed (SWE) - Makarov, Šeljanin (RUS)
- Vyloučení: 5:7 (1:0) navíc Ujčík (CZE) na 10 min.
- Diváků: 8 000

Česko: Trvaj - Posmyk, Mudroch, D. Nosek, Gureň, Židlický, Nikolov, Marušák, M. Čech - Vůjtek, Patera, M. Procházka - Ujčík, Čajánek, Štrba - Rosa, Kucharčík, Sedlák - Balaštík, Leška, Pivko.
Rusko: Podomackij (13. Maxim Sokolov) - Judin, Gorochov, Vyšedkevič, Orechovskij, Bykov, Ždan, Žukov, Vasiljev - Karpov, Torgajev, Kuznecov - Savčenkov, Razin, Golc - Sušinskij, Koznev, Zatonskij - Antipov, Zinovjev, But.

## Statistiky

### Nejlepší hráči
| Pozice                | Hráč           |
| --------------------- | -------------- |
| Brankář               | Jiří Trvaj     |
| Obránce               | Ronnie Sundin  |
| Útočník               | Pavel Torgajev |
| Nejlepší hráč turnaje | Petr Čajánek   |

### Kanadské bodování
| Poř. | Kanadské bodování | Branky | Přihrávky | Body |
| ---- | ----------------- | ------ | --------- | ---- |
| 1.   | Petr Čajánek      | 1      | 3         | 4    |
| 2.   | Lasse Piretä      | 0      | 4         | 4    |
| 3.   | Pavel Rosa        | 2      | 1         | 3    |
| 3.   | Jonas Johnson     | 2      | 1         | 3    |